# 寺田寅彦
寺田 寅彦（てらだ とらひこ、1878年（明治11年）11月28日 - 1935年（昭和10年）12月31日）は、日本の物理学者、随筆家、俳人。吉村 冬彦（1922年から使用）、寅日子、牛頓（ニュートン）、藪柑子（やぶこうじ）の筆名も使用している。高知県出身（出生地は東京市）。
東大物理学科卒。熊本の五高時代、物理学者田丸卓郎と、夏目漱石と出会い、終生この2人を師と仰いだ。東大入学後、写生文など小品を発表。以後物理学の研究と並行して吉村冬彦の名で随筆を書いた。随筆集に『冬彦集』(1923年)などがある。

## 経歴

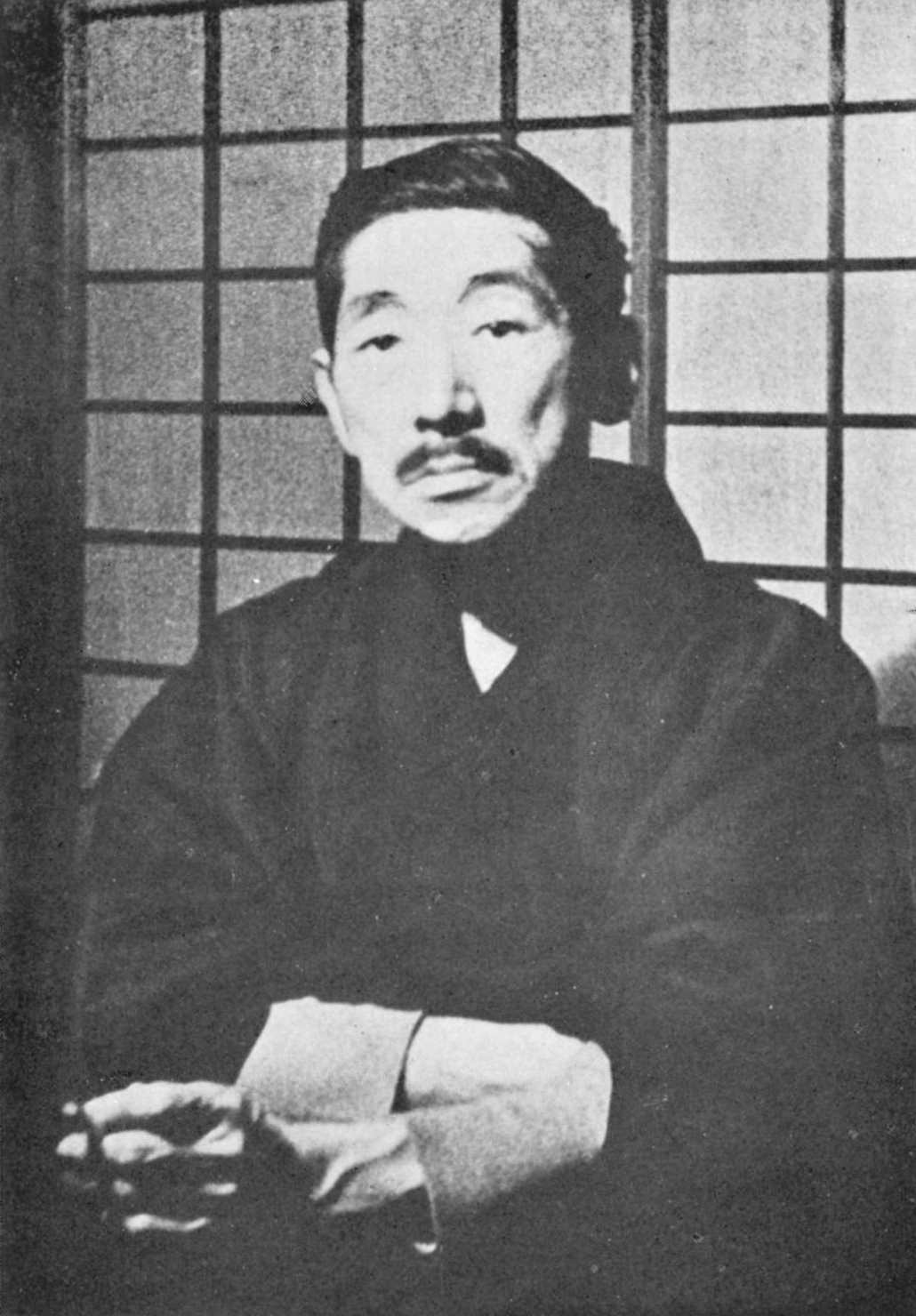
寺田寅彦

1878年（明治11年）11月28日東京市麹町区（現在の千代田区）に高知県士族（旧足軽）寺田利正・亀夫妻の長男として誕生。寅年寅の日であったことから、寅彦と命名される。1881年（明治14年）、父が熊本鎮台に転勤し単身赴任で不在となり、祖母、母、姉と共に郷里の高知市に転居する。父はそのまま5年間帰宅しなかった。1885年（明治18年）、父の士官学校への栄転で、東京に移るが、翌年には父の陸軍退役により、再び高知に戻る。1887年（明治20年）数えで10歳の時病気で一時休学する。数えで11-12歳のころにひどく体が弱く、家族に心配をかける（『追憶の医師達』）。病弱を治すため肩の下の方の背骨上部の両側5・6カ所に灸を続けてすえる。明治20年代の『日本の少年』、甥の家で『文庫』、『少国民』の当時の主要な青少年雑誌は読んでいた。
1890年（明治23年）父が東京の第3回内国勧業博覧会に行き幻灯機と数10本の映画を買ってくる。翌1891年（明治24年）寅彦用の顕微鏡を買ってくれる。明治25年、高等小学校3年で高知県立第一中学校の早期入学試験を受けるが病弱で試験勉強も取り組めず失敗。翌1892年（明治25年）8月高知県尋常中学校（現・高知県立高知追手前高等学校）には挽回を期して学習して試験結果がよく2年生に飛び級して入学する。中学時代に、勉強についてはあれこれ言われることもなく自由に任され、本なども言えば買ってもらえた。休日にも決まった勉強や体育もせず、たまに2・3名の友人と遊ぶなど自由に過ごしていた。1894年（明治27年）日清戦争が起こり父が予備役で召集され名古屋の留守第3師団に配属される。翌年には東京の留守師団に転属となり常宿に宿泊していて、名古屋は冬休み、東京は夏休みに遊行がてらに訪問する。
1896年（明治29年）7月に中学校を優等で卒業し、9月、熊本の第五高等学校に無試験で入学する。1・2年は父の希望で工科で造船を学ぶが合わず、3年で物理に転科する。このころに英語教師夏目漱石、物理学教師田丸卓郎と出会い、両者から大きな影響を受け、科学と文学を志す。
1897年（明治30年）7月に阪井夏子（1883 – 1902）（阪井重季の長女）と学生結婚する。1898年（明治31年）夏目漱石を主宰とした俳句結社紫溟吟社を蒲生紫川、厨川千江らとおこす。
1899年（明治32年）上京し、東京帝国大学理科大学に入学、田中館愛橘、長岡半太郎の教えを受ける。同年末に祖母が死去する。1900年（明治33年）東京に妻を呼び寄せて西片町に新居を初めて構える。1901年（明治34年）5月には長女貞子が高知で誕生する。だが1902年（明治35年）妻・夏子が病死する。1903年（明治36年）東京帝国大理科大学実験物理学科（首席）卒業、大学院に進学し実験物理学を研究する。
1904年（明治37年）卒業して東京帝国大理科大学講師になる。1905年（明治38年）8月、浜口寛子と再婚。1908年（明治41年）理学博士号取得。「尺八の音響学的研究」による。1909年（明治42年）1月東京帝国大理科大学助教授に就任し、同年3月、地球物理学研究のためベルリン大学に留学する。1910年（明治43年）、ストックホルムでスヴァンテ・アレニウス教授と会う。
1911年（明治44年）パリ、イギリス、アメリカ（ニューヨーク、ボストン、ワシントン、ナイヤガラの滝、シアトル）経由で帰国。帰国後、農商務省から水産講習所における海洋学に関する研究を嘱託される。明治44年7月助教授に就任。1913年（大正2年）ラウエのラウエ斑点発見に刺激され、自らX線回折実験を行い、「X線と結晶」を『ネイチャー』誌に発表する。また、著書『海の物理学』を出版。
1916年（大正5年）東大卒業式に「X線によって原子排列を示す実験」を天覧に供する。同年11月東京帝国大理科大学教授に昇任、専門は物理学。1917年（大正6年）7月、帝国学士院恩賜賞受賞。同年11月19日、妻寛子が死去する。1918年（大正7年）4月新居を建て、同年8月に41歲で酒井紳子と再々婚する。
1922年（大正11年）アルベルト・アインシュタイン来日。聴講。歓迎会へも出席。1923年（大正12年）9月1日関東大震災が発生したが東京本郷の自宅は無事だった。調査団に加わる。1924年（大正13年）理化学研究所研究員兼務。1925年（大正14年）帝国学士院会員。1926年（大正15年）1月東京帝国大学地震研究所所員兼務。昭和2年3月東京大学理学部を免ぜられ地震研究所専任となる。
1935年（昭和10年）12月31日、転移性骨腫瘍により東京市本郷区駒込曙町（現・文京区本駒込）の自宅で病死した。満57歳没。遺骨は高知市東久万（ひがしくま）の寺田家墓地に埋葬される。

## 業績
研究上の業績としては、地球物理学関連のもの（潮汐の副振動の観測など）があるいっぽうで、1913年には「X線の結晶透過」（ラウエ斑点の実験）についての発表（結晶解析分野としては非常に初期の研究のひとつ、ヘンリー・ブラッグ、ローレンス・ブラッグ親子とは独立にブラッグの条件を得ている）を行い、その業績により1917年に帝国学士院恩賜賞を受賞している。また寺田の示唆によって西川正治は先駆的なスピネル構造の研究をしたが、これはマックス・フォン・ラウエ、パウル・ペーター・エバルトらの歴史的な仕事からほんの1、2年の後のことであった。
また、“金平糖の角の研究”や“ひび割れの研究”など、統計力学的な「形の物理学」分野での先駆的な研究も行っていて、これら身辺の物理現象の研究は「寺田物理学」の名を得ている。
寅彦は自然科学者でありながら文学など自然科学以外の事柄にも造詣が深く、科学と文学を調和させた随筆を多く残している。その中には大陸移動説を先取りするような作品もある。「天災は忘れた頃にやってくる」は寅彦の言葉で、発言録に残っている。経緯は中谷宇吉郎の随筆「天災は忘れた頃来る」に詳しい。
今日では、寅彦は自らの随筆を通じて学問領域の融合を試みているという観点からの再評価も高まっている。
漱石の元に集う弟子たちの中でも最古参に位置し、科学や西洋音楽など寅彦が得意とする分野では漱石が教えを請うこともあって、弟子ではなく対等の友人として扱われていたと思われるフシもあり、それは門弟との面会日だった木曜日以外にも夏目邸を訪問していたことなどから推察できる。そうしたこともあって、内田百閒らの随筆で敬意を持って扱われている。
また『吾輩は猫である』の水島寒月や、『三四郎』の野々宮宗八のモデルである。このことは漱石が寒月の扱いについて「続々篇に又大役を頼むつもり」と、打診する手紙を書いていることや、帝大理学部の描写やそこで行われている実験が寅彦の案内で見学した体験に基づいていることからも裏付けられる。

## 関連人物
理化学研究所や他の研究所などでは、寅彦を慕って「門下生」となった人物が多く、その中には中谷宇吉郎（物理学者、随筆家） や、坪井忠二（地球物理学者、随筆家）、平田森三（物理学者）などがいる。
なお作家・安岡章太郎は寅彦の長姉・駒の義弟の孫で、劇作家・別役実は駒の曾孫にあたる。また古代史研究者の伊野部重一郎は寅彦の次姉・幸の孫で、評論家・青地晨は寅彦の娘婿にあたる。
父親である寺田利正は土佐の郷士宇賀喜久馬の実兄で、井口村刃傷事件で弟の切腹の際、介錯を務めたとされている。
実の弟の首をわが手で刎ねたことがトラウマとなり、利正はしばらく精神を病み、土佐藩下士による討幕には参加せず、学問により社会を変えようと考えるようになり、そのことが寅彦が軍人より学者になることを選んだ伏線となっていると言われている。

## 家族
- 五世祖：寺田左七
  - 高祖父：寺田常八(養子、実は寺田新右衛門倅)
  - 高祖母：寺田左七の娘
    - 曾祖父：寺田正重(喜内)
    - 曾祖母：竹内新右衛門の娘・逸
      - 大伯父：寺田源七郎(養子、実は植田万蔵の次男)
      - 大伯母：寺田源七郎妻(寺田正重長女)
      - 祖父：寺田正敬(養子、久右衛門)
      - 祖父の前妻：寺田正敬妻(寺田正重次女)
      - 祖母：寺田正敬後妻(近森氏・政子)
        - 父：寺田利正(養子、実は宇賀市郎平次男、宇賀喜久馬兄)
        - 母：寺田亀(寺田正敬の娘)
          - 長姉：駒
          - 次姉：幸
          - 本人：寺田寅彦
          - 一番目の妻：夏子（阪井重季(二川元助)男爵の長女） - 1901年に病気療養のため高知に帰り、翌年没[40]。
          - 二番目の妻：寛子（浜口真澄（医師・漢詩人）の娘）
          - 三番目の妻：酒井しん子
            - 長女：貞子
            - 長男：東一（『父・寺田寅彦』を発表）
            - 次男：正二
            - 次女：弥生
            - 三女：雪子

## 顕彰
寺田の業績を記念し、高知県文教協会が「寺田寅彦記念賞」を設立している。寺田に関する作品、および、自然科学を対象とした研究や随筆に対して授与されている。

## 著書
現在、作品は著作権が消滅しパブリックドメインとなっている。

### 単著
- 『海の物理学』日本のろーま字社〈理学 2之巻〉、1913年。
- 『地球物理学』文会堂書店、1915年。
- 吉村冬彦『冬彦集』岩波書店、1923年。復刊1987年12月
- 吉村冬彦『藪柑子集』岩波書店、1923年。復刊1987年12月
  - 『藪柑子集』小宮豊隆解説、岩波文庫、1939年。復刊1993年ほか
- 『萬華鏡』鉄塔書院、1929年。
  - 『萬華鏡』岩波書店、1935年。
- 吉村冬彦『續 冬彦集』岩波書店、1932年。復刊1987年12月
- 『柿の種』小山書店、1933年。
- 『物質と言葉』鉄塔書院、1933年。
  - 『物質と言葉』岩波書店、1935年。
- 吉村冬彦『蒸発皿』岩波書店、1933年。復刊1987年12月
- 吉村冬彦『触媒』岩波書店、1934年。復刊1987年12月
- 吉村冬彦『蛍光板』岩波書店、1935年。復刊1987年12月
- 『天災と国防』岩波新書 赤版、1938年。度々復刊
- 吉村冬彦『橡の実』小宮豊隆序、小山書店、1946年。
- 『物理学序説』岩波書店、1947年。
- 『科学と文学』角川書店、1948年。
- 寺田正二 編『とんびと油揚』村上正夫絵、中央公論社〈ともだち文庫 17〉、1949年。
- 『俳諧論』筑摩書房・旧筑摩選書、1949年。
- 『ピタゴラスと豆』角川書店、1949年。
- 『銀座アルプス』角川書店、1949年。
- 『読書と人生』角川書店、1949年。
- 『寺田寅彦科学随筆集』岩崎書店、1949年。
- 『科学歳時記』角川書店、1950年。
- 『風土と文学』角川書店・旧角川新書、1950年。
- 『寺田寅彦 私たちはどう生きるか 2』ポプラ社、1958年。
- 『寺田寅彦画集』中央公論美術出版、1977年。

### 随筆集・新版
- 『寺田寅彦随筆集』小宮豊隆編、岩波文庫 全5巻、1947 - 1948年、改版1964年。ワイド版1993年
- 『寺田寅彦集 現代の随想8』串田孫一編、彌生書房、1981年
  - 『寺田寅彦随筆集』串田孫一編、平凡社ライブラリー、2022年3月
- 『柿の種』池内了解説、岩波文庫、1996年。ISBN 4-00-310377-7。ワイド版2003年
- 『寺田寅彦 ちくま日本文学全集』筑摩書房、1992年。ISBN 4-480-10235-3。 - 「団栗」ほか27編。
  - 『寺田寅彦 ちくま日本文学 034』筑摩書房〈ちくま文庫〉、2009年。ISBN 978-4-480-42564-5。
- 『俳句と地球物理』角川春樹事務所〈ランティエ叢書 Rentier collection 6〉、1997年。ISBN 4-89456-085-2。
- 『椿の花に宇宙を見る 寺田寅彦ベストオブエッセイ』池内了編、夏目書房、1998年。ISBN 4-931391-37-0。
- 『科学と科学者のはなし 寺田寅彦エッセイ集』池内了編、岩波少年文庫、2000年。ISBN 4-00-114510-3。
- 『懐手して宇宙見物』池内了[注釈 4] 編、みすず書房〈大人の本棚〉、2006年。ISBN 4-622-08070-2。
- 『寺田寅彦の科学エッセイを読む』祥伝社黄金文庫、2012年。池内了編著
- 『天災と国防』講談社学術文庫、2011年6月。解説畑村洋太郎
- 『天災と日本人 寺田寅彦随筆選』角川ソフィア文庫、2011年7月。山折哲雄編
- 『地震雑感／津浪と人間 寺田寅彦随筆選集』中公文庫、2011年7月。千葉俊二・細川光洋編
- 『怪異考／化物の進化 寺田寅彦随筆選集』中公文庫、2012年8月。千葉俊二・細川光洋編
- 『寺田寅彦 科学者とあたま』平凡社 STANDARD BOOKS、2015年。新書判
- 『寺田寅彦セレクション Ⅰ・Ⅱ』講談社文芸文庫、2016年。千葉俊二・細川光洋選
- 『科学歳時記』角川ソフィア文庫、2020年5月
- 『銀座アルプス』角川ソフィア文庫、2020年5月
- 『科学と文学』角川ソフィア文庫、2020年7月
- 『漱石先生』中公文庫、2020年7月。巻末エッセイ中谷宇吉郎
- 『ピタゴラスと豆』角川ソフィア文庫、2020年8月
- 『読書と人生』角川ソフィア文庫、2020年10月
- 『万華鏡』角川ソフィア文庫、2022年1月

### 翻訳
- スワンテ・アーレニウス『史的に見たる科学的宇宙観の変遷』岩波文庫、初版1931年 エラー: 日付が正しく記入されていません。（説明）。復刊1987年ほか。ISBN 978-4-00-339301-7
  - 新版『宇宙の始まり―史的に見たる科学的宇宙観の変遷』第三書館、1992年。ISBN 978-4-8074-9226-8

### 選集・全集
- Terada Torahiko『Scientific Papers』岩波書店、1985年、欧文科学論文集。ISBN 4-00-200467-8
- 『寺田寅彦全集 文学篇』 全16巻、安倍能成ほか編、岩波書店、1938年。
  - 『寺田寅彦全集 文学編』 全18巻、岩波書店、1950年 - 1951年。
- 『寺田寅彦選集』 全4巻、世界評論社、1949年 - 1950年。
- 『寺田寅彦集 科学編』藤原咲平編、蓼科書房〈ワールド文庫〉、1949年。
- 『寺田寅彦集 文学篇』藤原咲平編、蓼科書房〈ワールド文庫〉、1949年。
- 『寺田寅彦全集』 全17巻、岩波書店、1960年 - 1962年。再版 1976 - 1978年。全18巻・1987年
- 『寺田寅彦全集 科学篇』 全6巻、岩波書店、1985年。
- 『寺田寅彦全集 文学篇』全18巻 岩波書店、1985 - 1987年
- 『寺田寅彦全随筆』全6巻、岩波書店、1991 - 1992年
- 新版『寺田寅彦全集』全30巻 岩波書店、1996 - 1999年